# 布丽吉特·罗德
布丽吉特·罗德（德語：Brigitte Rohde，1954年10月8日—），德国女子田径运动员，主攻短跑。她曾代表东德参加1976年夏季奥林匹克运动会田径比赛，获得女子4×400米接力金牌。